# 伊波城観光ホテル

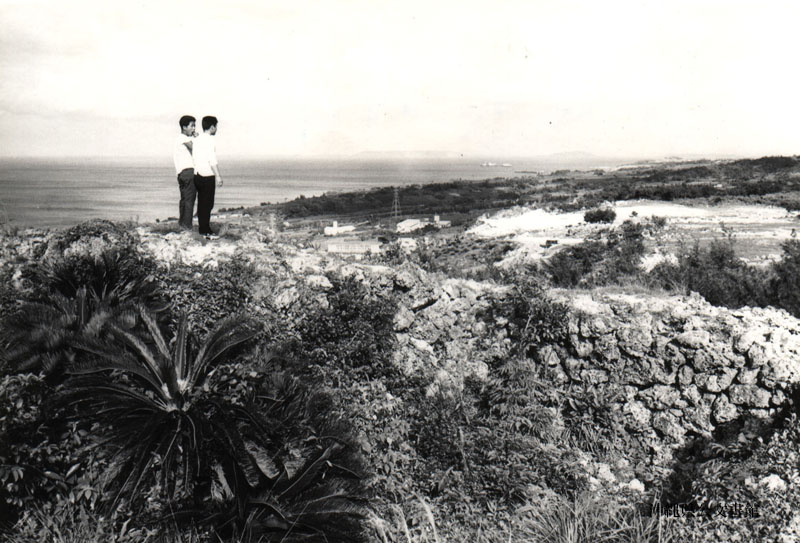
伊波城跡とその景観 (1965年)

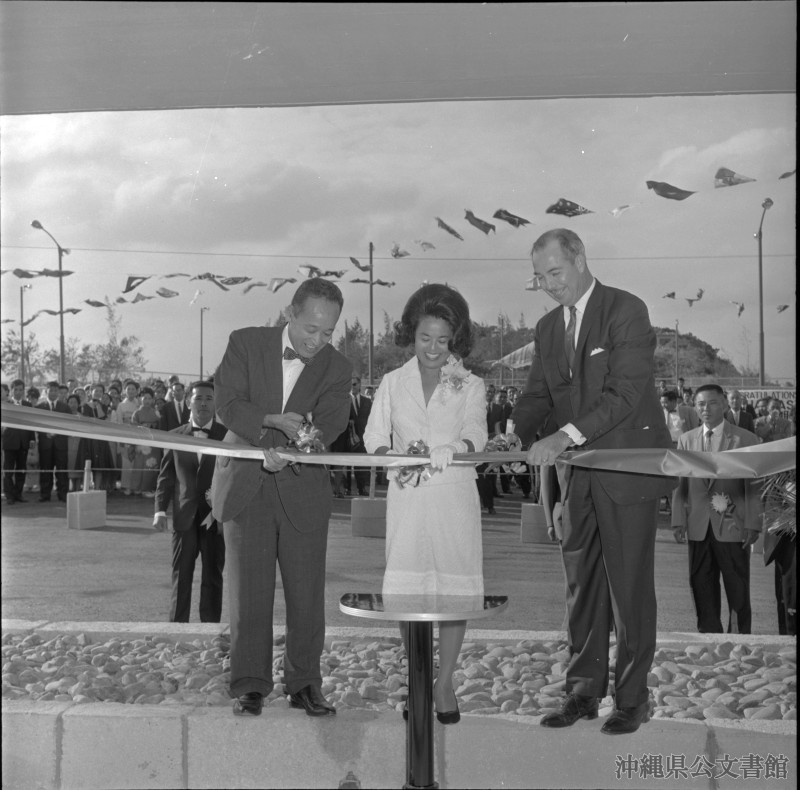
1966年10月28日、伊波城リゾートモーテル (民間) のオープニングセレモニー。

伊波城観光ホテル（いはじょうかんこうホテル）は、沖縄県石川市（現在のうるま市）字伊波にあった米軍基地・米軍施設。14世紀に築城された伊波城のグスク跡に隣接し、うるま市石川の市街と金武湾を見下ろす標高87mの丘陵にある。1979年に返還された。

## 概要
1971年、海兵隊が民間のホテルを借り上げ、1972年の沖縄返還協定で継続使用される米軍基地 (A表) として日本から米軍に提供された。金武湾を見下ろす景勝地で、ゴルフ場やテニスコートなどを含む。海岸側には同じく米軍保養地「石川ビーチ」もあった。
- 場所: 石川市 (うるま市) 字伊波
- 名称: 伊波城観光ホテル (Iha Castle Tourist Hotel)
- 面積: 約54,700㎡[1]
- 施設番号: FAC6090
- 利用: 宿泊施設、ゴルフ場、テニスコート、プール、その他

1979年に返還された。

## 歴史

### 民間ホテル「伊波城リゾートモーテル」
1960年代になって沖縄の観光業が急成長する。1960年代には33,867人の観光客が、その6年後には134,884人に、また海外からの観光客による収入支出は、1962年の920万ドルが、1968年の2,700万ドルと算出された。
1966年、民間のホテルとして米国民政府の琉球開発金融公社から4万7,000ドルの融資をうけ、娯楽施設、テニスコート、プール、ゴルフ場を持つ「沖縄初の洋風リゾートモーテル」として、総工費43万6,000ドルで建設される。
1968年、琉球開発金融公社とコンチネンタル航空の投資で部屋数を拡大し、タワーカクテルラウンジなども増設した。10月12日、日本で放映された東映サスペンスドラマ「キイハンター」第28話「太陽に帰った殺し屋」は、米軍占領下の沖縄を舞台とし、伊波観光ホテルもロケ地となった。

### 米軍基地「伊波城観光ホテル」
1971年6月30日、経営不振による給料不払いや労働環境の悪化を訴える従業員がストライキで抵抗していたなか、事業主は米海兵隊と個人的にリース契約を交わし、海兵隊は年間236,000ドルでホテルを借りたと発表。そのことにより従業員は第二種基地労働者となり、また地元住民はホテル施設の使用や通行も禁じられた。海兵隊は独身幹部宿舎 (Bachelor Officer Quarters, BOQ) や将校クラブメスホール (Officers Open Mess) として使用した。
基地が密集する中部において純民間ホテルを海兵隊施設に提供することは更なる沖縄の軍事基地化だと、地元住民の強い反対を引き起こし、9月14日には海兵隊入隊阻止のバリケードがひかれたが、警察に警備される形で海兵隊将校第一陣がホテルに入った。11月5日には伊波城観光ホテルの基地化に反対する石川市民総決起大会が開かれた。
沖縄返還を目前にひかえた1971年、日米間で合意された沖縄返還協定了解覚書には何も言及されていなかったが、1972年の衆議院内閣委員会で、返還協定後に海兵隊によって占有された「伊波城問題」について、これを「基地」として調整していると外交官の吉野文六が答弁した。
1972年5月15日、沖縄返還にともない、日本政府が「伊波城観光ホテル」を継続使用の米軍基地 (A表) として米軍に提供開始する。沖縄返還協定で日本がが新規に米軍に基地提供し、返還も検討されていない箇所として、那覇海軍航空施設と共に問題となる。

### 返還
1979年6月30日、全返還される。返還された跡地は県営住宅石川団地 (24,000㎡)、リゾートホテル「ココガーデンリゾートオキナワ」 (21,000㎡)、社員寮、住宅地などとして利用されている。

## 米軍基地ゴルフ場問題
1976年時点で、沖縄の米軍基地内にあるゴルフ場は６ヵ所あり、伊波城観光ホテルを含み、奥間レストセンター、キャンプ瑞慶覧、普天間飛行場、嘉手納飛行場、那覇空軍海軍補助施設のなかにあり、その面積は1,465,000㎡になる。瀬長亀次郎は同年、沖縄及び北方問題に関する特別委員会で、日米地位協定により日本の税金で土地の賃貸料が支払われる一方、多く軍人や軍属以外の日本人などが利用している基地ゴルフ場の収益に対しては非課税であることが日米地位協定違反ではないかと追及した。